# Hylemera ecstasa
Hylemera ecstasa là một loài bướm đêm trong họ Geometridae.